# Дом (Секретные материалы)
«Дом» (англ. «Home») — 2-й эпизод 4-го сезона сериала «Секретные материалы», главные герои которого, агенты ФБР Фокс Малдер (Дэвид Духовны) и Дана Скалли (Джиллиан Андерсон), расследуют сложно поддающиеся научному объяснению преступления.
В данном эпизоде Малдер и Скалли расследуют гибель младенца с огромным количеством всевозможных генетических нарушений в небольшом городке Хоум, штат Пенсильвания. Шериф указывает им на изолированный дом на отшибе города, где со времён Гражданской войны живёт семья Пикок, которая не желает контактировать с миром и не принимает благ цивилизации. Подозревая, что внутри дома насильно содержится женщина, Малдер и Скалли начинают расследование, выясняя, что семья Пикок всё время поддерживала своё существование при помощи инцеста. Эпизод принадлежит к типу «монстр недели» и никак не связан с основной «мифологией сериала», заданной в пилотной серии.
Премьера «Дома» состоялась 11 октября 1996 года на телеканале FOX. Этот эпизод стал первым в истории сериала, получившим ограничение просмотра по возрасту по причине графического содержания, и единственным эпизодом, который не транслировался на телеканале повторно по той же причине. Несмотря на это, эпизод обрёл большую популярность среди фанатов сериала и получил восторженные оценки критиков благодаря как своей изобразительной стилистике, так и вопросам, которые он поднял.

## Сюжет
В маленьком городке Хоум, штат Пенсильвания, женщина в старом тёмном доме в муках рожает ребёнка с большим количеством физических дефектов. Трое мужчин с похожими физическими дефектами хоронят младенца той же ночью под проливным дождём неподалёку от дома. Один из них при этом рыдает.
В тихий солнечный день группа мальчиков случайно обнаруживает труп младенца во время игры в бейсбол. Малдер и Скалли приезжают расследовать смерть ребёнка. Шериф городка Энди Тэйлор рассказывает агентам, что ближайший от места преступления дом принадлежит семье Пикок, которая живёт там со времён Гражданской войны без электричества, газа и водопровода. Он также даёт агентам понять, что эта семья всегда практиковала инцест. В это время трое братьев Пикок наблюдают за агентами с крыльца своего дома.
Сделав вскрытие, Скалли выясняет, что ребёнок был похоронен заживо, а дефекты могли быть вызваны инцестом. Малдер возражает, говоря, что, по словам шерифа, в доме Пикок живут только мужчины. Подозревая, что братья Пикок насильно удерживают в доме женщину, агенты отправляются к их дому, где братьев в этот момент нет. Увидев через окно ножницы на окровавленном столе и лопату со следами земли, агенты проникают с в дом, собирают вещественные доказательства и решают арестовать братьев Пикок, получив ордера на их арест от шерифа Тэйлора. Агенты не знают, что их кто-то подслушивает. Ночью братья вламываются в дом шерифа и забивают его и его жену насмерть при помощи дубин и бит.
Лабораторные анализы показывают, что у ребёнка было три отца, и все они были членами семьи Пикок. Агенты и молодой заместитель шерифа Барни Пастер едут арестовывать братьев, решив зайти в дом с обеих сторон. Пастер, игнорируя предупреждение Скалли по рации, врывается через главный вход, но попадается в ловушку и погибает. Увидев это через бинокль, Малдер и Скалли выгоняют свиней из загона и, когда братья выбегают из дома, агенты проникают внутрь, избежав смертоносной ловушки. В доме агенты находят изуродованную женщину с ампутированными руками и ногами, которая оказывается матерью братьев и, одновременно, матерью их детей. Братья узнают, что агенты проникли в дом и пытаются их атаковать. Агентам удаётся убить двоих из них, но позже они понимают, что третий брат сбежал и увёз с собой мать, чтобы начать семью где-то ещё.

## Производство

### Предыстория
Эпизод ознаменовал возвращение на съёмочную площадку «Секретных материалов» сценаристов Глена Моргана и Джеймса Вонга, ушедших после второго сезона на другой проект. До ухода Морган и Вонг выступили авторами многих эпизодов первого сезона, и успех сериала, во многом, был их заслугой. Их новый проект, научно-фантастический сериал «Космос: Далёкие уголки», был закрыт после первого сезона, и сценаристы вновь приступили к работе над «Секретными материалами», начиная с четвёртого сезона. Решив громко заявить о своём возвращении, они поставили амбициозную цель шокировать зрителя и раздвинуть рамки дозволенного на общественном телевидении. По совету актрисы сериала «Космос: Далёкие уголки» Кристен Клоук, сценаристы искали материал для нового сюжета в книгах о природе и эволюции.
В эпизоде были задействованы многие актёры из сериала «Космос: Далёкие уголки». Первым утверждённым на роль был исполнитель роли шерифа Тэйлора, Такер Смолвуд. Джеймса Моррисона, Родни Роуланда и Моргана Вайсера — исполнителей ролей братьев Пикок — Глен Морган представил создателю сериала Крису Картеру как трио «здоровенных братьев-уродов».

### Сценарий
При написании сценария авторы проконсультировались с создателями документального фильма «Brother’s Keeper» (рус. «Сторож брату»), повествующего о братьях Уорд, четырёх полуграмотных мужчинах, которые жили на ферме, передававшейся от одного поколения к другому. Братья Уорд привлекли к себе общественное внимание, после того как один из них (Дилберт) убил другого (Уильяма). IQ Дилберта оценивался в 68 баллов, и преступник избежал тюрьмы, заявив, что полиция обманом заставила его признаться в убийстве во время допроса. Вонг частично отобразил стиль жизни братьев Уорд в сценарии. Он же дал им фамилию «Пикок» по фамилии бывших соседей своих родителей.
Дополнительно авторы почерпнули вдохновение в автобиографии Чарли Чаплина; во время гастролей актёр как-то остановился в доме для бедных и после обеда семья решила познакомить его со своим сыном, выкатив тележку с последним из-под кровати. У сына были ампутированы ноги, но он высоко прыгал, отталкиваясь от пола руками. Морган придал этому случаю сценарную обработку, но Вонг предложил изменить пол инвалида и сделать его матерью персонажей. Некоторые похожие концепции (например, «добрая душа в страшном теле») уже использовались сценаристами при работе над вторым сезоном, в частности, над эпизодом «Humbug», сценарий к которому написал брат Глена Моргана — Дарин.
Когда со сценарием ознакомился режиссёр Ким Мэннерс, он одобрительно сказал, что «более классического фильма ужасов [он] не мог увидеть». Продюсеры, наоборот, сочли предложенное «безвкусицей», которая зашла слишком далеко. Уильям Б. Дэвис, исполнитель роли главного антагониста в сериале, утверждал, что сценарий читался так, как будто Морган и Вонг намеренно хотят вернуться к изначальной стилистике «Секретных материалов».

### Съёмки и пост-производственный период

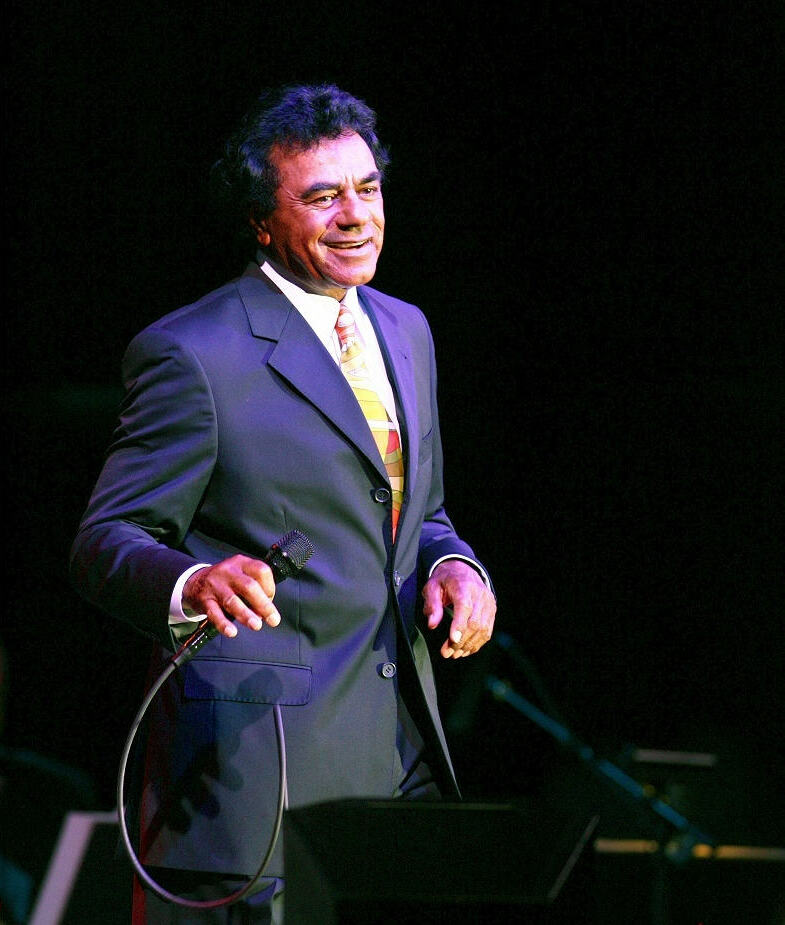
Джонни Мэтис отказался давать разрешение на использование своей песни «Wonderful! Wonderful!» в «Доме» в связи с содержанием эпизода.

Как и весь четвёртый сезон, «Дом» был снят в Британской Колумбии. Большинство сцен были отсняты в городе Суррей. Поскольку архитектура города включала дома как старой, так и новой постройки, оператору пришлось быть предельно осторожным с «восьмерками», чтобы сохранить образ «маленькой Америки». Дом, использованный в качестве резиденции семьи Пикок, уже появлялся в сериале ранее: во втором сезоне, в эпизоде «Обри». При съёмках «Обри» продюсерам очень понравилось, что дом оставался нетронутым на протяжении многих лет, и они решили вернуться к нему ещё раз. Cadillac, на котором ездили братья Пикок, был найден на ферме, в окрестностях Ванкувера. Он был взят напрокат, отреставрирован и выкрашен в розовый цвет. Автопроизводитель Cadillac потом отправил письмо продюсерам, поблагодарив их за использование машины в сериале.
После выхода эпизода в эфир Такер Смоллвуд поделился неприятными впечатлениями о съёмках. До работы над «Домом» актёр не был знаком с «Секретными материалами» и был очень удивлён, прочитав сценарий. В первый день съёмок он спросил у других членов съёмочной группы, всегда ли в сериале так много насилия, на что получил от одного из них ответ, что «это ужасно даже для нас» и что этот эпизод, «пожалуй, наиболее жестокий за всю историю» «Секретных материалов». Во время сцены убийства шерифа Смолвуд настаивал на выполнении всех трюков лично до тех пор, пока не ушибся головой при падении на пол. Кроме того, актёру пришлось лежать в луже искусственной крови более полутора часов.
В эпизоде используется песня «Wonderful! Wonderful!», автором которой является музыкант Джонни Мэтис. Прочитав сценарий, Мэтис отказался давать разрешение на использование своей работы в связи с жестокостью эпизода, поэтому была создана кавер-версия. Продюсер Дэвид Наттер, получивший частичное музыкальное образование, хотел использовать собственный вокал, но буквально в последний момент был найден певец, чей голос больше походил на голос Мэтиса. Ким Мэннерс объяснил желание использовать именно эту песню, сказав, что «у некоторых песен есть некое жуткое, противное качество, чего мы, как правило, не признаем открыто». Использование весёлой и легкой поп-композиции в качестве музыкального сопровождения во время насильственной сцены позже привлекло внимание критиков как неожиданный приём. Ян Деласара в книге «X-Files Confidential» назвал сцену наиболее «леденящим кровь» моментом в сериале именно из-за этой песни.
В первой версии «Дома», отправленной телевизионным цензорам, младенец кричал, когда его закапывали в землю. Fox попросила «Студию 10-13» изменить звуковую дорожку таким образом, чтобы ребёнок звучал больным, чтобы показать, что братья Пикок не просто убивают ни в чём неповинное существо. Съёмочный план с перспективы закапываемого ребёнка Мэннерс назвал «самым ужасным» кадром в его карьере, но когда съёмки закончились, режиссёр заявил, что этот эпизод стал одним из его самых любимых. Дэвид Духовны согласился с Мэннерсом, сказав: «Мне этот [эпизод] очень понравился. Хотя он меня не напугал». Духовны объяснил, что его «тронуло» желание героев «жить и размножаться».

## Анализ
Как молчание может связать семью сетью заговора и подавления, так бессловесные и гротескные братья Пикок из «Дома» запутываются в безнадёжной паутине молчания, невежества и лишений.

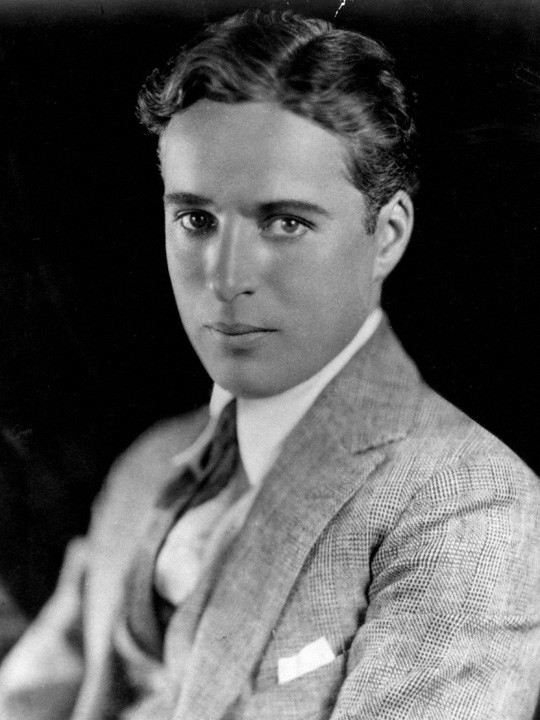
Неприятный эпизод из автобиографии Чарли Чаплина обрёл новую форму в сценарии.

«Дом» представляет собой сатирическое отображение семейных ценностей, демонстрируя конфликт между классическими американскими ценностями и более современной культурой. Сцена с обнаружением трупа младенца в поле являет собой параллель с пьесой Сэма Шепарда «Похороненное дитя». Писательница Сара Стиголл расценила данную сцену как символ «похороненных надежд и страхов и тёмных секретов, удерживающих семью вместе».
Город Хоум представляет традиционные ценности нуклеарной семьи, которым противопоставляются ценности семьи Пикок, являющие собой тёмную сторону условного рая. Если Хоум демонстрирует положительные качества не затронутого глобализацией города, то семья Пикок представляет сугубо негативный аспект. Последняя сцена эпизода, в которой оставшийся в живых Пикок уезжает на белом Кадиллаке с матерью, находящейся в безопасности багажника, чтобы начать новую жизнь, была охарактеризована писателем Кейтом Букером как «квинтэссенция Америки». Он же сравнил братьев Пикок с «Кожаным лицом» из серии фильмов «Техасская резня бензопилой» и нашёл у братьев сходства с семьёй из фильма ужасов «У холмов есть глаза». В целом, Букер охарактеризовал братьев Пикок как «чистое зло».
В эпизоде также рассматривается концепция материнства. Согласно Элис Рэй Хелфорд, автору книги «Fantasy Girls: Gender in the New Universe of Science Fiction and Fantasy Television» (рус. Фантастические девочки: Пол в новой вселенной научной фантастики и вымышленного телевидения»), миссис Пикок низведена своими сыновьями до выполнения элементарных женских функций. Она «гротескно охотная мать, потерявшая чувство какой-либо индивидуальной цели» кроме как помогать своим детям. Соня Сарайя, критик издания «The A.V. Club» пишет, что «симпатия Скалли к матери, которую она считает жертвой своих же детей, жестоко разбивается, когда раскрывается монстр, чьи приоритеты далеко не просты». Эпизод также стал одним из первых, раскрывающих собственное желание Скалли стать матерью. Букер отмечает, что в эпизоде заложена двойственная природа «современного желания Скалли стать матерью» и контрастирующее ему «извращённое понимание семьи миссис Пикок».

## Эфир и отзывы
«Дом» вышел в эфир на канале Fox 11 октября 1996 года. По шкале Нильсена эпизод получил рейтинг 11,9 с 21-процентной долей, означая, что на момент премьеры эпизода телевизоры работали примерно у 11,9 процента оборудованных ими домохозяйств и у 21 процента смотревших его, был включен данный эпизод. Это равнялось примерно 18,85 миллиона зрителей. «Дом» стал первым эпизодом «Секретных материалов», который сопровождался предупреждением о графическом содержании и единственным эпизодом, получившим рейтинг TV-MA на момент трансляции. Первая сцена вызвала наибольший резонанс в связи с жестокостью и схожестью с «канонами фильмов ужасов». Вторым и последним в истории сериала эпизод, сопровождавшийся предупреждением о графическом содержании, стал эпизод восьмого сезона «Через отрицание». Из-за рейтинга телеканал больше не транслировал эпизод, однако в 1997 году, во время суточного телемарафона самых популярных эпизодов «Секретных материалов» на канале FX именно «Дом» был выбором зрителей номер один.
«Дом» получил ряд положительных отзывов критиков, хотя некоторые рецензенты негативно восприняли уровень насилия в эпизоде. «Entertainment Weekly» дал эпизоду высший балл, охарактеризовав его как «один из наиболее будоражащих телечасов» и «кинематографический праздник для глаз, наполненный дерзкими мудростями». Сара Стиголл присудила эпизоду три звезды из пяти, с положительной точки зрения сравнив его с наиболее страшными работами Дэвида Линча и Тоба Хупера. Писательница хорошо отозвалась о гнетущей атмосфере эпизода, прокомментировав, что «долгожданное возвращение Моргана и Вонга» в сериал «определённо было беспокоящим, подталкивающим к размышлениям и гадким».
От писателя Фила Фарранда «Дом» получил отрицательный отзыв. В своей книге «The Nitpicker’s Guide to the X-Files» (англ. Путеводитель по «Секретным материалам» от зануды) Фарранд написал, что просто «не понял этот эпизод, потому что Малдер и Скалли кажутся абсолютно безответственными», а братья Пикок смотрелись бы более уместно в комиксе. Пол Корнелл, Кит Топпинг и Мартин Дэй в книге «X-Treme Possibilities» также критично прошлись по насилию в эпизоде. Топпинг назвал эпизод «больным», Корнелл счёл шутки Малдера и Скалли очень жестокими, а Дэй отметил, что насилие «перешло через край».
Более поздние оценки «Дома», как правило, были весьма положительными. В 2011 году критик издания «The A.V. Club» Тодд ВанДерВефф дал эпизоду четыре балла из четырёх, написав, что как многие эпизоды «Секретных материалов» «Дом» — был заявлением своего времени и, скорее всего, такой эпизод уже нельзя было бы создать в эпоху после 11 сентября. ВанДерВефф похвально отозвался об изображении сельской Америки, назвав это «грустным прощанием со странной Америкой, которая быстро себя выравнивает». Дин Ковальски в книге «The Philosophy of The X-Files» (рус. Философия Секретных материалов») отметил эпизоды «Дом», «Узкий» и «Хозяин» как "наиболее выдающиеся «монстры недели».
«Дом» неоднократно назывался критиками одним из лучших эпизодов всего сериала. Тодд ВанДерВефф включил эпизод в десятку лучших серий, назвав его одним из самых страшных телеэпизодов, что он когда-либо видел. В 2009 году газета «The Vancouver Sun» назвала «Дом» одним из лучших самостоятельных эпизодов сериала, написав, что из-за ужасной темы инцеста эпизод «бьёт напрямую, не стесняясь». Нина Сорди из «Den of Geek» присудила «Дому» четвёртое место в списке лучших эпизодов сериала, отметив черный юмор и моменты, провоцирующие на размышления. В 2008 году «Starpulse» включил эпизод в десятку лучших в истории сериала. Конни Огл из «PopMatters» назвала семью Пикок одними из лучших монстров сериала, добавив, что успешное прохождение эпизода через цензуру стало удивительным «чудом».
Критики также отнесли «Дом» к наиболее страшным эпизодам за историю сериала. Писатель Скотт Хайм в книге «The Book of Lists: Horror» (рус. Книга списков: Ужасы) поставил «Дом» на десятое место в списке самых страшных транслировавшихся по телевидению фильмов. Особое внимание автор уделил готическому дому и его обитателям. Том Кессеннич в книге «Examination: An Unauthorized Look at Seasons 6-9 of the X-Files» (рус. Осмотр: неавторизованный взгляд на сезоны «Секретных материалов» с 6 по 9») поставил эпизод на пятое место, охарактеризовав его как «высшую точку» среди эпизодов сериала, сделанных в стиле фильмов ужасов.
Также, эта серия чем-то похожа на вышедший позже фильм «Хижина в лесу».